# Roy Lewis (giocatore di football americano)
Roy Lewis Jr. (Los Angeles, 19 maggio 1985) è un giocatore di football americano statunitense che gioca nel ruolo di cornerback nella National Football League (NFL) e dal 2012 è free agent. Dopo non essere stato scelto nel Draft NFL 2008 firmò coi Pittsburgh Steelers. Al college ha giocato a football all'Università di Washington.

## Carriera professionistica

### Pittsburgh Steelers
Lewis firmò con gli Steelers dopo non essere stato scelto nel draft 2008 il 28 aprile 2008. Dopo aver disputato una gara con la squadra nella stagione 2008, Lewis trascorse la pre-stagione 2009 con gli Steelers prima di essere tagliato il 4 settembre 2009.

### Seattle Seahawks
Lewis firmò coi Seahawks il 6 settembre 2009, venendo promosso al roster attivo il 28 ottobre. Dopo la stagione 2010, Lewis fu premiato con lo "Steve Largent Award" come uomo dell'anno della squadra. Nella stagione 2011, Lewis disputò dieci partite, di cui una come titolare, la prima, terminando con 24 tackle e 0,5 sack.

## Vittorie e premi
- Super Bowl : 1 Vincitore del Super Bowl XLIII
- Steve Largent Award (2010)

## Statistiche
| Partite totali             | 33 |
| Partite totali da titolare | 1  |
| Tackle totali              | 53 |
| Intercetti fatti           | 0  |
| Fumble forzati             | 1  |